# Леффлер, Келли
Келли Линн Леффлер (англ. Kelly Lynn Loeffler; род. 27 ноября 1970, Блумингтон) — американская предпринимательница и политик, представитель Республиканской партии. Администратор Управления по делам малого бизнеса с 20 февраля 2025 года, сенатор США от штата Джорджия с 6 января 2020 по 20 января 2021.

## Биография
Родилась в Блумингтоне, штат Иллинойс, и провела детство на семейной ферме, работая на соевых полях. В школе увлекалась бегом и баскетболом. Получила степень бакалавра наук в Иллинойсском университете в Урбане-Шампейне (1992 год) и степень магистра делового администрирования в университете Де Поля (1999 год).
С 2002 года работала в финансовой компании Intercontinental Exchange, владеющей Нью-Йоркской фондовой биржей, вошла в исполнительный управляющий комитет фирмы. В 2004 году вышла замуж за генерального директора Intercontinental Exchange Джеффри Спречера. Основала подразделение компании Bakkt Bitcoin Futures, занятое фьючерсными контрактами по операциям с криптовалютой, являлась совладелицей женской баскетбольной команды Atlanta Dream.
В 2014 году изучала возможность выдвижения своей кандидатуры на выборах в Сенат США, но отказалась от этих намерений, хотя владеет многомиллионным состоянием, которого достаточно для финансирования собственной предвыборной кампании. Политические аналитики предполагают, что Келли Леффлер способна вернуть Республиканской партии женщин из пригородов, отвернувшихся от неё после победы Дональда Трампа на президентских выборах. В 2012 году пожертвовала президентской кампании республиканца Митта Ромни 750 тыс. долларов — больше, чем в 2016 году кампании Трампа.

### В Сенате США
4 декабря 2019 года губернатор Джорджии Брайан Кемп ввиду предстоящей отставки сенатора Джонни Айзаксона назначил Келли Леффлер сенатором от Джорджии на период до вступления в должность победителя дополнительных выборов 3 ноября 2020 года. Кемп отправился в Вашингтон, чтобы объяснить, почему он хотел назначить Леффлер вместо выбраного Трампом представителя Дугласа Коллинза, который помог возглавить оппозицию Палаты представителей к импичменту Трампа. Выбор Леффлер разозлил многих консерваторов Джорджии, которые поддерживали Коллинза.
6 января 2020 года принесла присягу и официально вступила в должность. Она стала второй женщиной, представлявшей Джорджию в Сенате США.
Леффлер назвала себя самой консервативной республиканкой в Сенате. За время своего пребывания в должности Леффлер спонсировала 42 законопроекта и выступила соавтором 187. Она была верным союзником Трампа. По состоянию на июль 2020 года Леффлер всегда голосовал в соответствии с позицией Трампа. По данным FiveThirtyEight, она была единственным действующим сенатором, который в 100 % случаев голосовала за Трампа. Леффлер часто цитировала результаты своего голосования в предвыборной кампании 2020 года. Во время кампании 2020 года Леффлер заявила, что никогда не возражала против Трампа. Когда её спросили о ленте Дональда Трампа Access Hollywood, в котором Трамп обсуждает ощупывание женщин, Леффлер ответила, что она «не знакома с этим». Когда её отдельно спросили о записи Трампа, говорящего Бобу Вудворду, что он намеренно преуменьшает значение COVID-19 на публике, она ответила, что это «фейковые новости».
Леффлер поддерживает усилия республиканцев по отмене Закона о доступном медицинском обслуживании. Леффлер выступает против абортов и поддерживает законодательство против абортов. Группа противников абортов Сьюзен Б. Энтони Лист изначально выступала против назначения Леффлер, но поддержала её на выборах 2020 года. Леффлер пожертвовала часть своей зарплаты в Сенате центрам беременности, выступающим против абортов, и агентству по усыновлению, направленному против ЛГБТК.
По вопросам оружия Леффлер получила рейтинг «А» от Национальной стрелковой ассоциации и владельцев оружия Америки. Она была одним из спонсоров Закона о взаимности скрытого ношения и выступала против запрета штурмового оружия и предложений закона о красных флагах. Леффлер поддерживает строительство пограничной стены вдоль границы Мексики и США и назначение консервативных судей в федеральные суды. В сентябре 2020 года она представила в Сенат закон, запрещающий трансгендерным девушкам и женщинам участвовать в женских видах спорта. В законопроекте говорится, что «пол должен признаваться исключительно на основании репродуктивной биологии и генетики человека при рождении».
В конце февраля 2020 года Леффлер заявила, что «демократы намеренно ввели американский народ в заблуждение относительно готовности к коронавирусу». Далее она сказала, что в отношении COVID-19 «американцы в надежных руках» администрации Трампа. В середине марта 2020 года Леффлер обратилась к тем, кто был «обеспокоен» COVID-19, заявив, что страна находится «в лучшем экономическом положении» для борьбы с COVID-19. Она снова раскритиковала демократов, написав, что они «продолжают играть в политику с» COVID-19.
В октябре 2020 года, вскоре после того, как у Трампа и первой леди Мелании Трамп был диагностирован COVID-19 после посещения мероприятий, на которых они тесно общались с другими людьми без маски, Леффлер, которая часто появлялась на митингах и собраниях без маски, обвинила в заражении Китай и написала в Твиттере, что его нужно «призвать к ответу».
3 ноября 2020 года в ходе дополнительных выборов набрала 26,07 % голосов, а кандидат демократов, пастор баптистской церкви Рафаэль Уорнок — 32,69 % (при этом второй республиканский кандидат Дуглас Коллинз заручился поддержкой 20,08 % избирателей, оставшиеся голоса поделили между собой ещё четыре демократа). Поскольку никто из кандидатов не набрал больше 50 % голосов, на 5 января 2021 года назначен второй тур с участием только Леффлер и Уорнока.
5 января 2021 года уступила Уорноку во втором туре с результатом 49,2 %.
Во время подсчёта голосов Коллегии выборщиков США в январе 2021 года Леффлер изначально намеревалась проголосовать против Байдена, но после штурма Капитолия США, свидетелем которого стала Леффлер, она передумала, заявив: «Произошедшие события вынудили меня пересмотреть. Теперь я не могу с чистой совестью возражать против подтверждения голосов».

### Администратор Управления по делам малого бизнеса
19 февраля 2025 года Сенат США утвердил кандидатуру Леффлер, предложенную вернувшимся к власти президентом Трампом на должность администратора Управления по делам малого бизнеса, с соотношением голосов 52-46.